# ساروس خورشیدی ۱۱۹
ساروس ۱۱۹ دوره‌ای زمانی با چرخه‌ای حدود ۱۸ سال و ۱۱ روز و ۸ ساعت (تقریباً ۶۵۸۵ و یک سوم روز) است که شامل ۷۱ خورشیدگرفتگی می‌شود.

## رخدادها
| ساروس | عضو | تاریخ                      | زمان (بزرگ‌ترین) ساعت هماهنگ جهانی | نوع    | مکان طول و عرض جغرافیایی | گاما    | قدر    | گُستره (km) | مدت زمان (دقیقه: ثانیه) | منبع |
| ----- | --- | -------------------------- | --------------------------------- | ------ | ------------------------ | ------- | ------ | ---------- | ----------------------- | ---- |
| ۱۱۹   | ۱   | ۱۵ مه ۸۵۰                  | ۱۲:۴۹:۲۹                          | جزئی   | 63.2N 138.7W             | 1.5295  | 0.0066 |            |                         |      |
| ۱۱۹   | ۲   | ۲۵ مه ۸۶۸                  | ۲۰:۱۱:۱۳                          | جزئی   | 64N 100.9E               | 1.4636  | 0.1327 |            |                         |      |
| ۱۱۹   | ۳   | ۶ ژوئن ۸۸۶                 | ۳:۲۸:۲۶                           | جزئی   | 64.8N 18.7W              | 1.3944  | 0.2647 |            |                         |      |
| ۱۱۹   | ۴   | ۱۶ ژوئن ۹۰۴                | ۱۰:۴۵:۰۳                          | جزئی   | 65.8N 138.4W             | 1.3251  | 0.3964 |            |                         |      |
| ۱۱۹   | ۵   | ۲۷ ژوئن ۹۲۲                | ۱۸:۰۰:۲۷                          | جزئی   | 66.7N 101.8E             | 1.2555  | 0.5277 |            |                         |      |
| ۱۱۹   | ۶   | ۸ ژوئیه ۹۴۰                | ۱:۱۶:۲۳                           | جزئی   | 67.7N 18.5W              | 1.1868  | 0.6564 |            |                         |      |
| ۱۱۹   | ۷   | ۱۹ ژوئیه ۹۵۸               | ۸:۳۴:۱۸                           | جزئی   | 68.7N 139.8W             | 1.1204  | 0.7797 |            |                         |      |
| ۱۱۹   | ۸   | ۲۹ ژوئیه ۹۷۶               | ۱۵:۵۵:۲۰                          | جزئی   | 69.6N 97.6E              | 1.0571  | 0.8957 |            |                         |      |
| ۱۱۹   | ۹   | ۹ اوت ۹۹۴                  | ۲۳:۲۱:۱۶                          | کامل   | 70.5N 26.8W              | 0.9985  | 1.0017 | -          | -                       |      |
| ۱۱۹   | ۱۰  | ۲۰ اوت ۱۰۱۲                | ۶:۵۰:۵۱                           | کامل   | 73N 143.6E               | ۰٫۹۴۳۷  | ۱٫۰۰۸۶ | ۹۱         | ۰ دقیقه و ۳۲ ثانیه      |      |
| ۱۱۹   | ۱۱  | ۳۱ اوت ۱۰۳۰                | ۱۴:۲۷:۳۱                          | مرکب   | 64.8N 6.5E               | ۰٫۸۹۵۷  | ۱٫۰۰۴۴ | ۳۴         | ۰ دقیقه و ۱۸ ثانیه      |      |
| ۱۱۹   | ۱۲  | ۱۰ سپتامبر ۱۰۴۸            | ۲۲:۰۹:۴۰                          | حلقه‌ای | 56.8N 119.9W             | ۰٫۸۵۳   | ۰٫۹۹۹۵ | ۴          | ۰ دقیقه و ۲ ثانیه       |      |
| ۱۱۹   | ۱۳  | ۲۲ سپتامبر ۱۰۶۶            | ۵:۵۹:۳۱                           | حلقه‌ای | 49.7N 115.7E             | ۰٫۸۱۷۳  | ۰٫۹۹۴۱ | ۳۵         | ۰ دقیقه و ۲۹ ثانیه      |      |
| ۱۱۹   | ۱۴  | ۲ اکتبر ۱۰۸۴               | ۱۳:۵۵:۲۵                          | حلقه‌ای | 43.3N 8.6W               | ۰٫۷۸۷۴  | ۰٫۹۸۸۷ | ۶۴         | ۱ دقیقه و ۰ ثانیه       |      |
| ۱۱۹   | ۱۵  | ۱۳ اکتبر ۱۱۰۲              | ۲۱:۵۹:۲۵                          | حلقه‌ای | 37.8N 133.9W             | ۰٫۷۶۴۸  | ۰٫۹۸۳۳ | ۹۱         | ۱ دقیقه و ۳۵ ثانیه      |      |
| ۱۱۹   | ۱۶  | ۲۴ اکتبر ۱۱۲۰              | ۶:۰۹:۱۳                           | حلقه‌ای | 33.2N 100E               | ۰٫۷۴۷۸  | ۰٫۹۷۸۱ | ۱۱۷        | ۲ دقیقه و ۱۲ ثانیه      |      |
| ۱۱۹   | ۱۷  | ۴ نوامبر ۱۱۳۸              | ۱۴:۲۴:۴۱                          | حلقه‌ای | 29.4N 27.2W              | ۰٫۷۳۶۲  | ۰٫۹۷۳۲ | ۱۴۱        | ۲ دقیقه و ۵۱ ثانیه      |      |
| ۱۱۹   | ۱۸  | ۱۴ نوامبر ۱۱۵۶             | ۲۲:۴۴:۲۹                          | حلقه‌ای | 26.5N 155.2W             | ۰٫۷۲۸۷  | ۰٫۹۶۸۷ | ۱۶۴        | ۳ دقیقه و ۲۸ ثانیه      |      |
| ۱۱۹   | ۱۹  | ۲۶ نوامبر ۱۱۷۴             | ۷:۰۸:۳۱                           | حلقه‌ای | 24.4N 76E                | ۰٫۷۲۵   | ۰٫۹۶۴۸ | ۱۸۵        | ۴ دقیقه و ۲ ثانیه       |      |
| ۱۱۹   | ۲۰  | ۶ دسامبر ۱۱۹۲              | ۱۵:۳۳:۲۸                          | حلقه‌ای | 23.1N 52.9W              | ۰٫۷۲۲۸  | ۰٫۹۶۱۴ | ۲۰۳        | ۴ دقیقه و ۳۰ ثانیه      |      |
| ۱۱۹   | ۲۱  | ۱۷ دسامبر ۱۲۱۰             | ۲۳:۵۸:۴۷                          | حلقه‌ای | 22.5N 178.1E             | ۰٫۷۲۱۵  | ۰٫۹۵۸۵ | ۲۱۷        | ۴ دقیقه و ۵۱ ثانیه      |      |
| ۱۱۹   | ۲۲  | ۲۸ دسامبر ۱۲۲۸             | ۸:۲۲:۰۱                           | حلقه‌ای | 22.5N 49.7E              | ۰٫۷۱۹   | ۰٫۹۵۶۳ | ۲۲۷        | ۵ دقیقه و ۴ ثانیه       |      |
| ۱۱۹   | ۲۳  | ۸ ژانویه ۱۲۴۷              | ۱۶:۴۳:۱۵                          | حلقه‌ای | 23.1N 78.1W              | ۰٫۷۱۵۴  | ۰٫۹۵۴۷ | ۲۳۴        | ۵ دقیقه و ۹ ثانیه       |      |
| ۱۱۹   | ۲۴  | ۱۹ ژانویه ۱۲۶۵             | ۰:۵۷:۳۵                           | حلقه‌ای | 23.9N 156E               | ۰٫۷۰۶۸  | ۰٫۹۵۳۸ | ۲۳۴        | ۵ دقیقه و ۸ ثانیه       |      |
| ۱۱۹   | ۲۵  | ۳۰ ژانویه ۱۲۸۳             | ۹:۰۶:۵۵                           | حلقه‌ای | 25.1N 31.5E              | ۰٫۶۹۴۸  | ۰٫۹۵۳۳ | ۲۳۲        | ۵ دقیقه و ۲ ثانیه       |      |
| ۱۱۹   | ۲۶  | ۹ فوریه ۱۳۰۱               | ۱۷:۰۶:۵۰                          | حلقه‌ای | 26.4N 90.3W              | ۰٫۶۷۵۷  | ۰٫۹۵۳۳ | ۲۲۶        | ۴ دقیقه و ۵۳ ثانیه      |      |
| ۱۱۹   | ۲۷  | ۲۱ فوریه ۱۳۱۹              | ۰:۵۹:۴۴                           | حلقه‌ای | 28N 150.1E               | ۰٫۶۵۱۶  | ۰٫۹۵۳۷ | ۲۱۸        | ۴ دقیقه و ۴۲ ثانیه      |      |
| ۱۱۹   | ۲۸  | ۳ مارس ۱۳۳۷                | ۸:۴۰:۴۱                           | حلقه‌ای | 29.5N 34.1E              | ۰٫۶۱۸۲  | ۰٫۹۵۴۳ | ۲۰۷        | ۴ دقیقه و ۳۲ ثانیه      |      |
| ۱۱۹   | ۲۹  | ۱۴ مارس ۱۳۵۵               | ۱۶:۱۳:۵۵                          | حلقه‌ای | 31.2N 79.3W              | ۰٫۵۷۹۲  | ۰٫۹۵۵۲ | ۱۹۶        | ۴ دقیقه و ۲۲ ثانیه      |      |
| ۱۱۹   | ۳۰  | ۲۴ مارس ۱۳۷۳               | ۲۳:۳۵:۲۳                          | حلقه‌ای | 32.7N 170.9E             | ۰٫۵۳۱۱  | ۰٫۹۵۶۱ | ۱۸۶        | ۴ دقیقه و ۱۵ ثانیه      |      |
| ۱۱۹   | ۳۱  | ۵ آوریل ۱۳۹۱               | ۶:۴۷:۴۱                           | حلقه‌ای | 33.9N 64.2E              | ۰٫۴۷۶۱  | ۰٫۹۵۷  | ۱۷۶        | ۴ دقیقه و ۱۱ ثانیه      |      |
| ۱۱۹   | ۳۲  | ۱۵ آوریل ۱۴۰۹              | ۱۳:۴۹:۱۹                          | حلقه‌ای | 34.6N 39.1W              | ۰٫۴۱۳   | ۰٫۹۵۷۷ | ۱۶۸        | ۴ دقیقه و ۱۱ ثانیه      |      |
| ۱۱۹   | ۳۳  | ۲۶ آوریل ۱۴۲۷              | ۲۰:۴۳:۴۰                          | حلقه‌ای | 34.7N 140.2W             | ۰٫۳۴۴۴  | ۰٫۹۵۸۳ | ۱۶۱        | ۴ دقیقه و ۱۵ ثانیه      |      |
| ۱۱۹   | ۳۴  | ۷ مه ۱۴۴۵                  | ۳:۲۹:۳۸                           | حلقه‌ای | 33.8N 121.2E             | ۰٫۲۶۹۲  | ۰٫۹۵۸۵ | ۱۵۷        | ۴ دقیقه و ۲۴ ثانیه      |      |
| ۱۱۹   | ۳۵  | ۱۸ مه ۱۴۶۳                 | ۱۰:۰۸:۵۲                          | حلقه‌ای | 31.9N 24.2E              | ۰٫۱۸۹   | ۰٫۹۵۸۴ | ۱۵۴        | ۴ دقیقه و ۳۸ ثانیه      |      |
| ۱۱۹   | ۳۶  | ۲۸ مه ۱۴۸۱                 | ۱۶:۴۲:۵۹                          | حلقه‌ای | 28.8N 71.9W              | ۰٫۱۰۵۳  | ۰٫۹۵۷۷ | ۱۵۵        | ۴ دقیقه و ۵۷ ثانیه      |      |
| ۱۱۹   | ۳۷  | ۸ ژوئن ۱۴۹۹                | ۲۳:۱۳:۳۹                          | حلقه‌ای | 24.7N 167.8W             | ۰٫۰۱۹۵  | ۰٫۹۵۶۷ | ۱۵۸        | ۵ دقیقه و ۲۲ ثانیه      |      |
| ۱۱۹   | ۳۸  | ۱۹ ژوئن ۱۵۱۷               | ۵:۴۱:۳۱                           | حلقه‌ای | 19.5N 96.1E              | -۰٫۰۶۸۳ | ۰٫۹۵۵۲ | ۱۶۴        | ۵ دقیقه و ۵۰ ثانیه      |      |
| ۱۱۹   | ۳۹  | ۳۰ ژوئن ۱۵۳۵               | ۱۲:۰۸:۲۰                          | حلقه‌ای | 13.5N 0.6W               | -۰٫۱۵۶۵ | ۰٫۹۵۳۳ | ۱۷۳        | ۶ دقیقه و ۱۹ ثانیه      |      |
| ۱۱۹   | ۴۰  | ۱۰ ژوئیه ۱۵۵۳              | ۱۸:۳۶:۳۴                          | حلقه‌ای | 6.8N 98.5W               | -۰٫۲۴۳  | ۰٫۹۵۰۹ | ۱۸۵        | ۶ دقیقه و ۴۶ ثانیه      |      |
| ۱۱۹   | ۴۱  | ۲۲ ژوئیه ۱۵۷۱              | ۱:۰۷:۱۸                           | حلقه‌ای | 0.5S 162.1E              | -۰٫۳۲۶۶ | ۰٫۹۴۸۱ | ۲۰۱        | ۷ دقیقه و ۸ ثانیه       |      |
| ۱۱۹   | ۴۲  | ۱۱ اوت ۱۵۸۹                | ۷:۴۱:۰۴                           | حلقه‌ای | 8.2S 61.4E               | -۰٫۴۰۷۲ | ۰٫۹۴۵  | ۲۲۱        | ۷ دقیقه و ۲۵ ثانیه      |      |
| ۱۱۹   | ۴۳  | ۲۲ اوت ۱۶۰۷                | ۱۴:۲۰:۴۸                          | حلقه‌ای | 16.1S 41.4W              | -۰٫۴۸۲۴ | ۰٫۹۴۱۶ | ۲۴۵        | ۷ دقیقه و ۳۴ ثانیه      |      |
| ۱۱۹   | ۴۴  | ۱ سپتامبر ۱۶۲۵             | ۲۱:۰۶:۵۷                          | حلقه‌ای | 24.2S 146.4W             | -۰٫۵۵۲  | ۰٫۹۳۸  | ۲۷۴        | ۷ دقیقه و ۳۷ ثانیه      |      |
| ۱۱۹   | ۴۵  | ۱۳ سپتامبر ۱۶۴۳            | ۴:۰۱:۲۱                           | حلقه‌ای | 32.3S 106.3E             | -۰٫۶۱۴۵ | ۰٫۹۳۴۳ | ۳۰۷        | ۷ دقیقه و ۳۵ ثانیه      |      |
| ۱۱۹   | ۴۶  | ۲۳ سپتامبر ۱۶۶۱            | ۱۱:۰۲:۳۴                          | حلقه‌ای | 40.3S 3W                 | -۰٫۶۷۱۱ | ۰٫۹۳۰۶ | ۳۴۷        | ۷ دقیقه و ۲۹ ثانیه      |      |
| ۱۱۹   | ۴۷  | ۴ اکتبر ۱۶۷۹               | ۱۸:۱۳:۵۶                          | حلقه‌ای | 48S 114.9W               | -۰٫۷۱۹۱ | ۰٫۹۲۷  | ۳۹۱        | ۷ دقیقه و ۲۱ ثانیه      |      |
| ۱۱۹   | ۴۸  | ۱۵ اکتبر ۱۶۹۷              | ۱:۳۳:۴۱                           | حلقه‌ای | 55.5S 131.2E             | -۰٫۷۶۰۳ | ۰٫۹۲۳۶ | ۴۴۱        | ۷ دقیقه و ۱۲ ثانیه      |      |
| ۱۱۹   | ۴۹  | ۲۷ اکتبر ۱۷۱۵              | ۹:۰۲:۴۸                           | حلقه‌ای | 62.5S 15.5E              | -۰٫۷۹۳۹ | ۰٫۹۲۰۶ | ۴۹۴        | ۷ دقیقه و ۲ ثانیه       |      |
| ۱۱۹   | ۵۰  | ۶ نوامبر ۱۷۳۳              | ۱۶:۴۰:۱۵                          | حلقه‌ای | 69S 101.2W               | -۰٫۸۲۰۸ | ۰٫۹۱۷۹ | ۵۴۸        | ۶ دقیقه و ۵۳ ثانیه      |      |
| ۱۱۹   | ۵۱  | ۱۸ نوامبر ۱۷۵۱             | ۰:۲۶:۰۰                           | حلقه‌ای | 74.9S 142.8E             | -۰٫۸۴۱۱ | ۰٫۹۱۵۹ | ۵۹۷        | ۶ دقیقه و ۴۵ ثانیه      |      |
| ۱۱۹   | ۵۲  | ۲۸ نوامبر ۱۷۶۹             | ۸:۱۸:۴۰                           | حلقه‌ای | 80S 32E                  | -۰٫۸۵۵۹ | ۰٫۹۱۴۴ | ۶۳۸        | ۶ دقیقه و ۳۸ ثانیه      |      |
| ۱۱۹   | ۵۳  | ۹ دسامبر ۱۷۸۷              | ۱۶:۱۵:۳۸                          | حلقه‌ای | 83.4S 62.7W              | -۰٫۸۶۷۵ | ۰٫۹۱۳۶ | ۶۷۲        | ۶ دقیقه و ۳۲ ثانیه      |      |
| ۱۱۹   | ۵۴  | ۲۱ دسامبر ۱۸۰۵             | ۰:۱۷:۳۸                           | حلقه‌ای | 83.1S 143.8W             | -۰٫۸۷۵۱ | ۰٫۹۱۳۴ | ۶۹۲        | ۶ دقیقه و ۲۷ ثانیه      |      |
| ۱۱۹   | ۵۵  | ۱ ژانویه ۱۸۲۴              | ۸:۲۱:۰۹                           | حلقه‌ای | 79.9S 116.2E             | -۰٫۸۸۲۱ | ۰٫۹۱۳۹ | ۷۰۵        | ۶ دقیقه و ۲۱ ثانیه      |      |
| ۱۱۹   | ۵۶  | ۱۱ ژانویه ۱۸۴۲             | ۱۶:۲۵:۴۱                          | حلقه‌ای | 75.8S 1.4E               | -۰٫۸۸۸۲ | ۰٫۹۱۵۱ | ۷۱۰        | ۶ دقیقه و ۱۵ ثانیه      |      |
| ۱۱۹   | ۵۷  | ۲۳ ژانویه ۱۸۶۰             | ۰:۲۷:۳۱                           | حلقه‌ای | 71.8S 117.2W             | -۰٫۸۹۶۹ | ۰٫۹۱۶۸ | ۷۱۹        | ۶ دقیقه و ۷ ثانیه       |      |
| ۱۱۹   | ۵۸  | ۲ فوریه ۱۸۷۸               | ۸:۲۷:۵۲                           | حلقه‌ای | 67.9S 122.4E             | -۰٫۹۰۷۱ | ۰٫۹۱۹۱ | ۷۲۹        | ۵ دقیقه و ۵۹ ثانیه      |      |
| ۱۱۹   | ۵۹  | ۱۳ فوریه ۱۸۹۶              | ۱۶:۲۳:۱۳                          | حلقه‌ای | 64.6S 3.5E               | -۰٫۹۲۲  | ۰٫۹۲۱۸ | ۷۶۱        | ۵ دقیقه و ۴۸ ثانیه      |      |
| ۱۱۹   | ۶۰  | خورشیدگرفتگی ۲۵ فوریه ۱۹۱۴ | ۰:۱۳:۰۱                           | حلقه‌ای | 62.1S 113.3W             | -۰٫۹۴۱۶ | ۰٫۹۲۴۸ | ۸۳۹        | ۵ دقیقه و ۳۵ ثانیه      |      |
| ۱۱۹   | ۶۱  | خورشیدگرفتگی ۷ مارس ۱۹۳۲   | ۷:۵۵:۵۰                           | حلقه‌ای | 60.7S 134.4E             | -۰٫۹۶۷۳ | ۰٫۹۲۷۷ | ۱۰۸۳       | ۵ دقیقه و ۱۹ ثانیه      |      |
| ۱۱۹   | ۶۲  | خورشیدگرفتگی ۱۸ مارس ۱۹۵۰  | ۱۵:۳۲:۰۱                          | حلقه‌ای | 60.9S 40.9E              | 0.9988  | 0.962  | -          | -                       |      |
| ۱۱۹   | ۶۳  | خورشیدگرفتگی ۲۸ مارس ۱۹۶۸  | ۲۳:۰۰:۳۰                          | جزئی   | 61S 79.8W                | -1.037  | 0.899  |            |                         |      |
| ۱۱۹   | ۶۴  | خورشیدگرفتگی ۹ آوریل ۱۹۸۶  | ۶:۲۱:۲۲                           | جزئی   | 61.2S 161.4E             | -1.0822 | 0.8236 |            |                         |      |
| ۱۱۹   | ۶۵  | خورشیدگرفتگی ۱۹ آوریل ۲۰۰۴ | ۱۳:۳۵:۰۵                          | جزئی   | 61.6S 44.3E              | -1.1335 | 0.7367 |            |                         |      |
| ۱۱۹   | ۶۶  | خورشیدگرفتگی ۳۰ آوریل ۲۰۲۲ | ۲۰:۴۲:۳۶                          | جزئی   | 62.1S 71.5W              | -1.1901 | 0.6396 |            |                         |      |
| ۱۱۹   | ۶۷  | خورشیدگرفتگی ۱۱ مه ۲۰۴۰    | ۳:۴۳:۰۲                           | جزئی   | 62.8S 174.4E             | -1.2529 | 0.5306 |            |                         |      |
| ۱۱۹   | ۶۸  | خورشیدگرفتگی ۲۲ مه ۲۰۵۸    | ۱۰:۳۹:۲۵                          | جزئی   | 63.5S 61.1E              | -1.3194 | 0.4141 |            |                         |      |
| ۱۱۹   | ۶۹  | خورشیدگرفتگی ۱ ژوئن ۲۰۷۶   | ۱۷:۳۱:۲۲                          | جزئی   | 64.4S 51.2W              | -1.3897 | 0.2897 |            |                         |      |
| ۱۱۹   | ۷۰  | خورشیدگرفتگی ۱۳ ژوئن ۲۰۹۴  | ۰:۲۲:۱۱                           | جزئی   | 65.3S 163.6W             | -1.4613 | 0.1618 |            |                         |      |
| ۱۱۹   | ۷۱  | ۲۴ ژوئن ۲۱۱۲               | ۷:۰۹:۵۳                           | جزئی   | 66.3S 84.4E              | -1.5356 | 0.0282 |            |                         |      |